# 센자키 가쓰야
센자키 가쓰야(일본어: 先崎 勝也, 1987년 4월 9일 ~ )는 일본의 전 축구 선수이다.

## 구단 경력
반라우레 하치노헤, FC 마치다 젤비아, FC 류큐, 가고시마 유나이티드 FC에서 활동하였다.